# Walter Eucken
Walter Eucken (tiếng Đức: [ˈɔʏkn̩]; 17 tháng 1 năm 1891 – 20 tháng 3 năm 1950) là một nhà kinh tế Đức và là cha đẻ của chủ thuyết ordoliberalism (chủ nghĩa kinh tế tự do được điều tiết). Tên của ông hay được liên kết với sự phát triển của "Kinh tế thị trường xã hội".

## Tiểu sử
Walter Eucken sinh ra ở Jena, bây giờ thuộc Thüringen, là con trai của triết gia Rudolf Christoph Eucken, người đoạt được Giải Nobel Văn học năm 1908.

Ban đầu ông ưa thích môn Lịch sử, nhưng sau này Walter Eucken chọn học ngành kinh tế tại Kiel, Jena và Bonn. Ông nhận được bằng tiến sĩ vào năm 1914, trước khi ông phải ra tiền tuyến trong Đệ Nhất thế chiến.Vào năm 1921 ở Berlin, Eucken sau khi hoàn thành những nghiên cứu tiếp theo, được bổ làm giáo sư tại đây. Năm 1927 ông chuyển về Freiburg, nơi mà ông dậy môn kinh tế học cho tới khi qua đời. Dưới thời Hitler, Eucken hoạt động cho phong trào chống đối của nhóm Dietrich Bonhoeffer.
Eucken mất vào năm 1950 trong một loạt giảng dạy tại trường London School of Economics, UK.
Học viện Walter Eucken được thành lập 4 năm sau khi ông mất. Từ năm 2004 chủ tịch viện này là ông James M. Buchanan.

## Chủ thuyết
Chủ thuyết chủ nghĩa kinh tế tự do được điều tiết (ordoliberalism) của Eucken, một kiểu neoliberalism của Đức, cho là một nước độc lập có nhiệm vụ tạo ra một khung pháp lý cho nền kinh tế vận hành tự do lành mạnh, trái ngược với laissez-faire (tự do kinh tế). Chủ thuyết này ra đời do những kinh nghiệm tiêu cực về sự can thiệp của chính phủ vào kinh tế thay vì bảo đảm cho các quy tắc, luật lệ không bị vi phạm, cũng như do thiếu sót khung pháp lý hầu mọi người có thể cạnh tranh một cách bình đẳng và lành mạnh.